# Antoine-Élie Peyrusset
Antoine-Élie Peyrusset de La Rochette (8 novembre 1761, La Rochelle - 31 décembre 1818, Nantes), est un homme politique français.

## Biographie
D'une famille protestante, fils du négociant Antoine Peyrusset, syndic de la Chambre de commerce de La Rochelle, et de Marie Elizabeth Giraudeau, Antoine-Élie Peyrusset est le cousin germain de Jean-Louis Admyrauld et l'oncle de Jules Auguste Peyrusset. Il épouse Athenaïs Émilie, fille de Jacques Adrien Coulliette d'Autrive et de Françoise Madeleine Clergeault de Pondartin.
Négociant et armateur à Nantes, associé notamment avec son beau-frère Frédéric Meinert, il est élu juge au tribunal de commerce en 1813 et conseiller municipal en 1816 (sous la municipalité Rousseau de Saint-Aignan).
Le 22 août 1815, il est élu député du grand collège de la Loire-Inférieure à la Chambre introuvable, et obtient sa réélection le 4 octobre 1816. En 1815, il fait partie de la majorité ultraroyaliste et siège obscurément, au côté droit, de 1815 à 1818, mourant en cours de législature, le 31 décembre 1818.

### Sources
- « Antoine-Élie Peyrusset », dans Adolphe Robert et Gaston Cougny, Dictionnaire des parlementaires français, Edgar Bourloton, 1889-1891 [détail de l’édition]
- Joël Rilat, Ces messieurs de Nantes, complément Tome 5 de L-Z
- David Plouviez, Hervé Pichevin, Les corsaires nantais pendant la Révolution française, Presses universitaires de Rennes, 2018
- Jean Pascal, Les députés bretons de 1789 à 1983, PUF, 1983